# IC 1510
IC 1510 ist ein interagierendes Galaxienpaar im Sternbild Fische auf der Ekliptik. Es ist schätzungsweise 950 Millionen Lichtjahre von der Milchstraße entfernt.
Das Objekt wurde am 5. November 1891 von Stéphane Javelle entdeckt.